# Lucas Di Yorio
Lucas Gabriel Di Yorio (ur. 22 listopada 1996 w Mar del Plata) – argentyński piłkarz pochodzenia włoskiego występujący na pozycji napastnika, od 2024 roku zawodnik brazylijskiego Athletico Paranaense.